# Morena (singolo)
Morena è il secondo singolo della cantante rumena Antonia Iacobescu. È stato scritto e mixato dal dj rumeno Tom Boxer nel 2009 e pubblicato ufficialmente l'11 gennaio 2010.

## Video
Il videoclip mostra una ragazza lesbica, interpretata dalla Iacobescu, che è tornata da poco nel suo paese d'origine per andare a trovare la sua amante, di nome Morena. Arrivata al bar in cui si trova Morena, scopre che quest'ultima ha fatto sesso con un ragazzo. Disgustata, Antonia lascia piangendo il bar. Morena la segue, cercando di darle spiegazioni: prima spiega ad Antonia che aveva paura e ha cercato di essere normale, almeno una volta nella sua vita. Antonia bacia Morena e lascia la città, a bordo di un'automobile.

## Successo
La canzone ha raggiunto la posizione numero uno in Bulgaria, Polonia e Romania. Ha inoltre raggiunto la top 10 in Ungheria e Israele.